# Ferdinand Feyerick
Ferdinand Feyerick (Gand, 27 gennaio 1865 – Gand, 12 settembre 1920) è stato uno schermidore belga, vincitore di una medaglia di bronzo nella scherma ai giochi olimpici.
È il padre di Robert Feyerick.